# Pesi paglia
I Pesi paglia sono una categoria di peso del pugilato.

## Limiti di peso
Nel pugilato professionistico, i pugili appartenenti alla categoria dei pesi paglia non pesano più di 105 libbre, ovvero più di 47,627 chilogrammi.

## Storia
La categoria dei pesi paglia ha una storia piuttosto recente nel pugilato professionistico, dato che le principali organizzazioni mondiali hanno cominciato a riconoscere tale categoria soltanto a partire dal 1987. A detenere attualmente il record di difese consecutive del titolo mondiale di questa categoria è il messicano Ricardo López, capace di difendere il suo titolo WBC per ben 21 incontri. La categoria dei pesi paglia è stata introdotta per la prima volta in occasione delle Olimpiadi del 1968. Tuttavia la categoria non è stata riconosciuta da nessuna organizzazione professionistica fino al giugno 1987, quando a fare il primo passo è stata la IBF in occasione dell'incontro fra Kyung-Yun Lee e Masaharu Kawakami (vinto dal primo per KO). La categoria è quindi stata successivamente riconosciuta dalla WBC nell'ottobre 1987, dalla WBA nel gennaio 1988 e dalla WBO nell'agosto 1989.
Storicamente la categoria è dominata dai pugili asiatici e latinoamericani, con soltanto alcuni sporadici successi di pugili provenienti da altre regioni geografiche.

### Fine anni '80
Nei primi anni di riconoscimento della categoria, si fecero notare pugili come Napa Kiatwanchai (vincitore e difensore in più occasioni del titolo WBC) e di un giovane Hiroki Ioka, che più tardi troverà successo fra i pesi mosca. Altri campioni degni di nota sono Nico Thomas, Jum-Hwan Choi e Leo Gámez.

### Anni '90
La maggior parte degli anni '90 è stata dominata dal messicano Ricardo López, che attualmente detiene il record di difese del titolo consecutive in questa categoria (ben 21). López è stato inoltre il primo peso piuma ad ottenere il titolo di due organizzazioni (nel suo caso specifico WBC e WBO). Altri pugili importanti di questo decennio sono stati Ratanapol Sor Vorapin, Chana Porpaoin e Rosendo Álvarez. Nel maggio 1993 si è avuto anche il primo campione non asiatico o latinoamericano, quando lo scozzese Paul Weir è riuscito a battere Fernando Martinez ottenendo così il titolo WBO. Nel dicembre 1997 è riuscito a ottenere la cintura IBF anche il primo africano, il sudafricano Zolani Petelo. Fra i più importanti pugili di questo decennio, si possono ricordare Hi-Yong Choi, Hideyuki Ohashi, Alex Sánchez, Wandee Chor Chareon, Rocky Lin, Ala Villamor, Kermin Guardia, Noel Arambulet, Songkram Porpaoin e Osvaldo Guerrero.

### Anni 2000
Durante gli anni 2000 è continuato il dominio dei latinoamericani a discapito di un momentaneo declino dei pugili di origine thailandese. Ad affermarsi sono stati soprattutto José Antonio Aguirre, Iván Calderón (che dal 2007 ha deciso di salire di peso, puntando al titolo dei pesi mosca), Muhammad Rachman Yutaka Niida, Eagle Kyowa.

### Anni 2010
Dopo un decennio di momentaneo declino, il pugilato thailandese ha di nuovo espresso pugili di grande talento nella categoria dei pesi piuma, come Thammanoon Niyomtrong e Chayaphon Moonsri (attualmente campioni rispettivamente della WBA e della WBC). Tuttavia la grande tradizione latinoamericana e giapponese ha continuato a mietere successi con nuovi pugili come Denver Cuello e Kazuto Ioka (nipote del campione degli anni '80 Hiroki Ioka).

## Campioni professionisti

### Uomini
Dati aggiornati al 1 maggio 2023. Fonte: BoxRec.
| Federazione | Dal | Campione                      | Record         | Difese | Prossima difesa | Avversario                            |
| ----------- | --- | ----------------------------- | -------------- | ------ | --------------- | ------------------------------------- |
| WBA         | 29 giugno 2016 | Thammanoon Niyomtrong (Super) | 24-0-0 (9 KO)  | 4      | 13 maggio 2023  | Erick Rosa (5-0-0; 1 KO)              |
| WBA         | 20 febbraio 2021 | Erick Rosa (Regular)          | 5-0-0 (1 KO)   | 0      | 13 maggio 2023  | Thammanoon Niyomtrong ( 24-0-0; 9 KO) |
| WBA         | - Il 16 marzo 2023, la WBA ha ordinato ufficialmente per la seconda volta un incontro di riunificazione dei due titoli Super e Regular tra Niyomtrong e Rosa. I due pugili dovevano scontrarsi il 3 marzo 2023 in Thailandia, ma una volta atterrato Erick Rosa è stato bloccato dalle autorità thailandesi ed è stato costretto a tornare in Repubblica Dominicana a causa di alcuni problemi di visto. La WBA ha quindi riconfermato la volontà di vedere unificata la propria corona dei pesi paglia in un nuovo incontro tra i due, concedendogli fino al 28 marzo 2023 di trattare per determinare i rispettivi compensi. Trascorso tale termine inutilmente, la WBA attribuirà il diritto di promuovere l'incontro attraverso la procedura della purse bid. - Il 28 marzo 2023 la Premier Boxing Champions ha reso noto che i due pugili hanno trovato un nuovo accordo per evitare la procedura della purse bid, prevedendo di combattere per l'unificazione del titolo WBA nel giugno 2023. - L'11 aprile 2023 è stato reso noto dal sito 3kingboxing.com che l'incontro si terrà il 13 maggio 2023 a Las Vegas. |                               |                |        |                 |                                       |
| WBC         | 27 novembre 2020 | Panya Pradabsri               | 39-1-0 (23 KO) | 3      |                 |                                       |
| WBC         | 16 aprile 2023 | Yudai Shigeoka (ad interim)   | 7-0-0 (5 KO)   | 0      |                 |                                       |
| WBO         | 14 dicembre 2021 | Melvin Jerusalem              | 20-2-0 (12 KO) | 0      | 27 maggio 2023  | Oscar Collazo (6-0-0; 4 KO)           |
| WBO         | Il 27 febbraio 2023, Golden Boy e Cotto Promotions hanno ottenuto il diritto di promuovere la sfida obbligatoria tra il campione WBO Melvin Jerusalem e lo sfidante, il portoricano Oscar Collazo, dopo essere spirato inutilmente il periodo di 20 giorni durante il quale i due avrebbero dovuto trovare un accordo consensuale sulla loro rispettiva borsa. L'incontro avrà luogo il 27 maggio 2023 in una location ancora da definire. |                               |                |        |                 |                                       |
| IBF         | 1 luglio 2022 | Daniel Valladares             | 26-3-1 (15 KO) | 0      |                 |                                       |
| IBF         | 16 aprile 2023 | Ginjiro Shigeoka (ad interim) | 9-0-0 (7 KO)   | 0      |                 |                                       |

### Donne
Dati aggiornati al 1 maggio 2023. Fonte: BoxRec.
| Federazione | Dal | Campionessa     | Record        | Difese | Prossima difesa | Avversario  |
| ----------- | --- | --------------- | ------------- | ------ | --------------- | ----------- |
| WBA         | 20 marzo 2021 | Seniesa Estrada | 24-0-0 (9 KO) | 3      | 22 luglio 2023  | da definire |
| WBA         | - Il 19 aprile 2023 è stato reso noto che Seniesa Estrada ritornerà a difendere i suoi titoli WBA e WBC il 22 luglio 2023. Al momento non è ancora stato reso noto il nome della sfidante e il luogo in cui si disputerà l'incontro. |                 |               |        |                 |             |
| WBC         | 25 marzo 2023 | Seniesa Estrada | 24-0-0 (9 KO) | 0      | 22 luglio 2023  | da definire |
| WBC         | - Il 19 aprile 2023 è stato reso noto che Seniesa Estrada ritornerà a difendere i suoi titoli WBA e WBC il 22 luglio 2023. Al momento non è ancora stato reso noto il nome della sfidante e il luogo in cui si disputerà l'incontro. |                 |               |        |                 |             |
| WBO         | 8 settembre 2022 | Yokasta Valle   | 28-2-0; 9 KO  | 2      |                 |             |
| WBO         | - Il 25 marzo 2023, la costaricana Yokasta Valle è riuscita con successo a difendere i suoi due titoli WBO e IBF, battendo ai punti la messicana Jessica Basualto.                                                                   |                 |               |        |                 |             |
| IBF         | 4 agosto 2019 | Yokasta Valle   | 28-2-0; 9 KO  | 8      |                 |             |
| IBF         | - Il 25 marzo 2023, la costaricana Yokasta Valle è riuscita con successo a difendere i suoi due titoli WBO e IBF, battendo ai punti la messicana Jessica Basualto.                                                                   |                 |               |        |                 |             |

## Campioni olimpici
È dal 1968 che si è introdotta la categoria dei pesi piuma, che in ambito olimpico prende il nome di "pesi mosca leggeri". Fino all'edizione 2012 il peso massimo consentito era di 48 chilogrammi, poi è stato aumentato a 49 chilogrammi.
| Edizione | Campione            |
| -------- | ------------------- |
| 1968     | Francisco Rodríguez |
| 1972     | György Gedó         |
| 1976     | Jorge Hernández     |
| 1980     | Šamil' Sabirov      |
| 1984     | Paul Gonzales       |
| 1988     | Ivailo Marinov      |
| 1992     | Rogelio Marcelo     |
| 1996     | Daniel Petrov       |
| 2000     | Brahim Asloum       |
| 2004     | Yan Barthelemy      |
| 2008     | Zou Shiming         |
| 2012     | Zou Shiming         |
| 2016     | Hasanboy Dusmatov   |